# Gottlieb Fänner

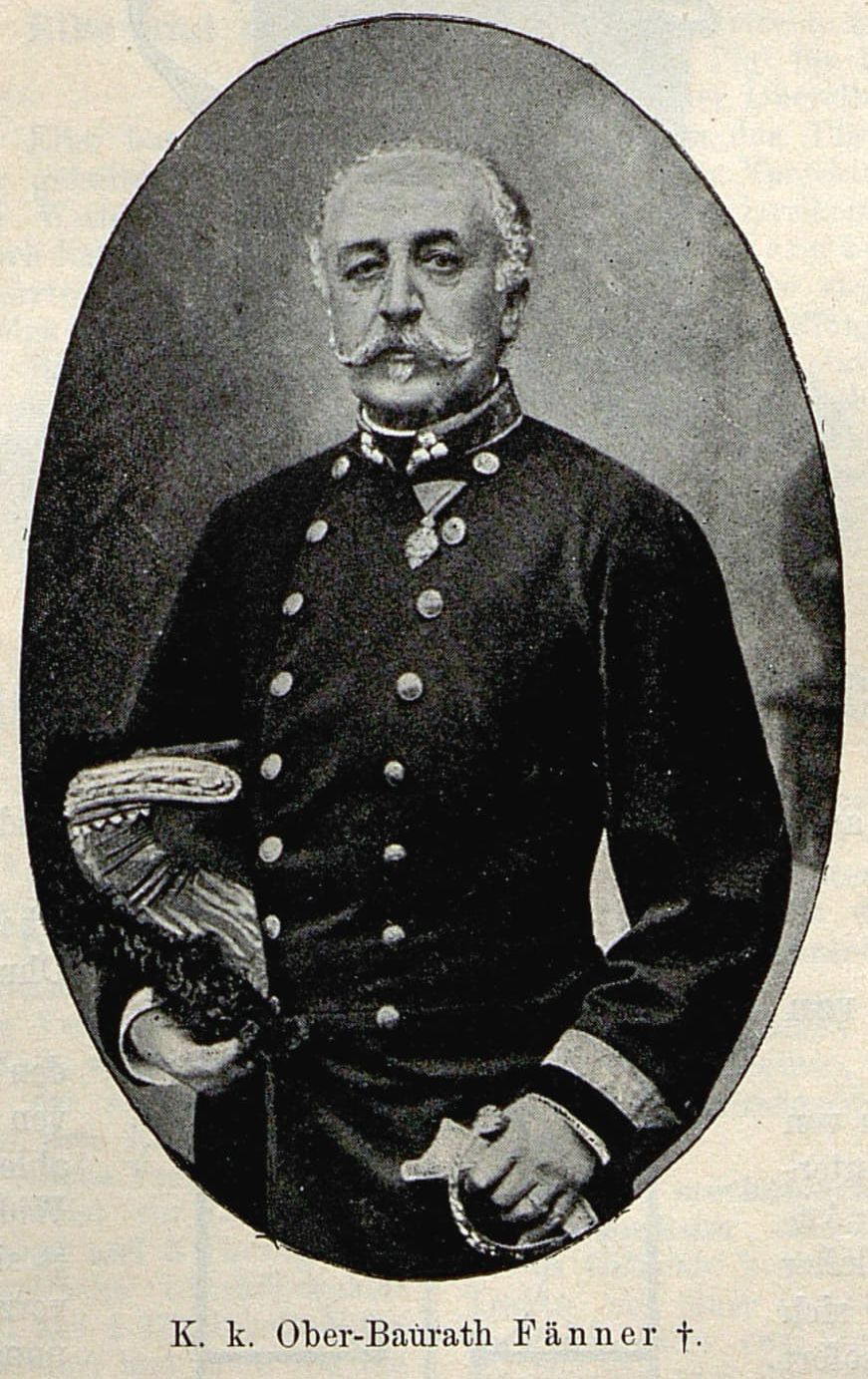
Gottlieb Fänner im Nachruf

Gottlieb Fänner (* 20. Jänner 1830 in Wien; † 13. Februar 1899 ebenda) war k.k. Oberbaurath und Ober-Ingenieur der Donauregulierungskommission.

## Leben
Nach Absolvierung der Wiener Technik trat er im Jahr 1853 als Bau-Praktikant bei der k.k. Bau-Direktion ein. 1856 wurde er Bau-Eleve und 1868 Bau-Adjunct II Klasse. Im Jahr 1872 zum Ingenieur ernannt, wurde er 1873 Sections-Ingenieur der Donauregulierungskommission und 1874 Ober-Ingenieur.
Im Jahr 1883 wurde Fänner Oberbauleiter der Donauregulierungsarbeiten in Niederösterreich.
In der Funktion als Sections-Ingenieur leitete er die Section 1a in der Strecke von Nussdorf bis zur Kaiser-Franz-Joseph-Brücke. Während seiner Tätigkeit als Oberbaurat wurde Fänner seitens der Donauregulierungskommission als Vertreter derselben zu den Binnenschifffahrts-Kongressen nach Brüssel, Wien, Frankfurt am Main, Manchester, Paris und Den Haag delegiert. In derselben Funktion wurde er durch ganz Deutschland auf Studienreise entsandt zum Studium der Hafenanlagen mit dem Ziel der Umwandlung des Wiener Donaukanals in einen Handels- und Winterhafen. 
Seit 1870 war Fänner Mitglied des österreichischen Ingenieur- und Architekten-Vereins und wurde wiederholt zum Verwaltungsrat berufen. 
Privat war er mit Charlotte Fänner, geborene Panchaud († 27. Juli 1898) verheiratet und hatte sechs Kinder u. a. der Bildhauer Rudolf Fänner.

## Auszeichnungen
- 1875: Ritterkreuz des Franz Joseph Ordens
- 1882 zum Baurat und 1886 zum Oberbaurat ernannt und 1887 zum Oberbauleiter in die Donauregulierungskommission berufen.
- Ehrenbürger von Pöchlarn und Krems.
- Die Gemeinde Floridsdorf ehrte die Verdienste Fänners, indem sie noch zu Lebzeiten (1890) eine Gasse mit seinem Namen benannte.
- Orden der Eisernen Krone III Klasse zur Pensionierung am 1. September 1895